# Thecliolia eximia
Thecliolia eximia är en fjärilsart som beskrevs av Johann Heinrich Fixsen 1887. Thecliolia eximia ingår i släktet Thecliolia och familjen juvelvingar. Inga underarter finns listade i Catalogue of Life.